# Julio Pardo Merelo
Julio Pardo Merelo (Cádiz, 31 de marzo de 1955, Ibidem, 11 de febrero de 2023), fue un autor de coros español, en el Carnaval de Cádiz (si bien ha colaborado en otras modalidades del Carnaval), así como compositor para varios cantantes del panorama musical español.

## Trayectoria carnavalesca
Julio Pardo pasa por ser uno de los autores más importantes y más laureados en su modalidad del Carnaval gaditano. Ha conseguido incluido el concurso del año 2023 un total de 16 primeros premios en el Concurso Oficial de Agrupaciones del Gran Teatro Falla. Además ha realizado diversos pregones de carnaval en diferentes poblaciones, siendo además colaborador junto con Antonio Rivas del pregón que en 1995 debió ofrecer Jesulín de Ubrique. Los orígenes de El gordo, como se le conoce en el mundo del carnaval gaditano, se remontan a 1978 cuando un grupo de estudiantes de la facultad de medicina decidieron sacar un coro de carnaval, los aspirinos, por esa época Julio Pardo ya salía en la tuna de la facultad y se le conocía como el tuno. Cabe mencionar que de aquel grupo que iniciara el coro solo quedaron el propio Julio Pardo y José Antonio Cervantes, uno de los bandurrias más conocidos del carnaval gaditano, y que abandonaría el grupo en otoño de 2009.
En sus composiciones carnavalescas hay que citar a otros autores que han trabajado con él en sus coros, así nos podemos encontrar con Kiko Zamora, Antonio Miranda, Antonio Segura y Antonio Rivas, con el cual formó pareja carnavalesca desde 1992 hasta 2018, cuando Rivas decidió tomarse un descanso, cediendo el testigo a Antonio Pedro Serrano, el Canijo, que compartió autoría con Pardo en los años 2019 y 2020. Tras la pandemia del coronavirus, Antonio Rivas volvería a formar parte de la autoría del que sería el último coro compuesto por Julio Pardo, Los Martínez, para el carnaval de 2023.
Con fama de exigente y duro en sus ensayos, Julio Pardo no solo se dedicó a realizar coros con una cierta calidad musical sino que fue conocido como un autor innovador dentro de las fiestas, siendo uno de los responsables de la adición de nuevos instrumentos en las presentaciones y popurrís. También hay que mencionar que en sus obras carnavalescas implantó un dinamismo que no solían tener los coros.
Posee en su palmarés dieciséis primeros premios, de los cuales cuatro consiguió de manera consecutiva entre 1993 y 1996( La tienda La Cabra, El coro, El Pregón y Buque-Escuela, respectivamente), igualando el récord de la modalidad, establecido por el coro de la Peña de los Dedócratas entre los años 1977 y 1980 (con los coros "Los dedócratas", "La Guillotina", "Los Buhoneros" y "Los Pequeños Cantores del Viena" respectivamente). En 1997, con El Tío de la Tiza no pudo conseguir el quinto, entre otras cosas por olvidar entregar una letra al jurado del concurso de agrupaciones, y esta no pudo ser puntuada. A pesar de esto consiguió el segundo premio a nueve puntos del primero que fue El Habla de Cádiz. Entre 2007 y 2009 consiguió otros tres primeros premios consecutivos, con El mejor coro del mundo, Coro La Catedral y Cuando yo me pele.
Desde 1989 con Noche de Ronda no faltó a su cita con la Gran Final del Falla, quedando siempre entre los tres primeros premios del concurso, hasta el año 2011 en el que el coro Los Manitas quedó en cuarto puesto no accediendo a la final. Volvería a la final al año siguiente, en 2012, con The Cadiz Gospel Choir, y ya no volvería a abandonarla hasta su fallecimiento, que tuvo lugar en pleno concurso de 2023, cuando el coro Los Martínez volvió a alzarse con el primer premio tras no lograrlo desde 2015 con La Trattoría.
Músico de profesión, ha colaborado con diversos artistas como compositor y con su coro intervino en diversas ocasiones con el desaparecido Carlos Cano interpretando La murga de los currelantes y las conocidas Habaneras de Cádiz
En 2004 se le concedió el antifaz de oro del carnaval de Cádiz por sus 25 años participando en la fiesta.
En 2011 fue pregonero del Carnaval gaditano.
En febrero de 2023 se le otorgó la medalla de Andalucía a título póstumo

Una vez fallecido, su hijo, Julio Pardo Carrillo, se convirtió en el autor musical de su coro. Es director musical del mismo desde 2018, y de la orquesta desde 2010. Es el autor de las últimas falsetas del coro. La agrupación ha seguido funcionando después del fallecimiento de Julio Pardo Melero, obteniendo el 2º Premio en el COAC 2024 con el coro "Los luciérnagas". En el COAC 2025 el coro se llamará "El lado oscuro".
| Año  | Agrupación                               | Puesto |
| ---- | ---------------------------------------- | ------ |
| 1978 | Los Aspirinos                            |        |
| 1980 | Los Granaderos de Cádiz                  |        |
| 1981 | Los Locos del Volante                    |        |
| 1982 | Los Taberneros del Puerto                | 2      |
| 1983 | La Tía Norica                            | 1      |
| 1984 | Guacamayos y Lechuguinos                 | 1      |
| 1985 | El Callejón de los Negros                | 2      |
| 1986 | La Cueva de Mariamoco                    | SF     |
| 1987 | El Guateque                              | SF     |
| 1988 | La Torcida                               | SF     |
| 1989 | Noche de Ronda                           | 3      |
| 1990 | Garambainas y Perendengues, Cosas de Cai | 2      |
| 1991 | Vamos a la Ópera                         | 1      |
| 1992 | Guanahani                                | 2      |
| 1993 | La Tienda la Cabra                       | 1      |
| 1994 | El Coro                                  | 1      |
| 1995 | El Pregón                                | 1      |
| 1996 | Buque Escuela                            | 1      |
| 1997 | El Tío de la Tiza                        | 2      |
| 1998 | El Bohio                                 | 3      |
| 1999 | La Prevención                            | 3      |
| 2000 | La Tregua                                | 2      |
| 2001 | La Gaditana                              | 1      |
| 2002 | El Castillo Encantado                    | 2      |
| 2003 | Cumpleaños Feliz                         | 1      |
| 2004 | Son de Piedra                            | 2      |
| 2005 | Por los Bloques                          | 1      |
| 2006 | Enseñando Er-culito                      | 2      |
| 2007 | El Mejor Coro del Mundo                  | 1      |
| 2008 | El Coro de la Catedral                   | 1      |
| 2009 | Cuando yo me Pele                        | 1      |
| 2010 | El Batallón de la Libertad               | 2      |
| 2011 | Los Manitas                              | SF     |
| 2012 | The Cádiz Gospel Choir                   | 2      |
| 2013 | Los cabrones                             | 1      |
| 2014 | El Circo del Sol                         | 2      |
| 2015 | La Trattoria                             | 1      |
| 2016 | Sigo siendo el rey                       | 2      |
| 2017 | Por Andalucía                            | 3      |
| 2018 | Don taratachin                           | 4      |
| 2019 | El batallitas                            | 3      |
| 2020 | Tócame                                   | 2      |
| 2023 | Los Martínez                             | 1      |

SF = Semifinalista

#### PalmarésCOAC
- Primeros Premios (16): 1983, 1984, 1991, 1993, 1994, 1995, 1996, 2001, 2003, 2005, 2007, 2008, 2009, 2013, 2015, 2023

- Segundos Premios (14): 1982, 1985, 1990, 1992, 1997, 2000, 2002, 2004, 2006, 2010, 2012, 2014, 2016, 2020
- Terceros Premios (5): 1989, 1998, 1999, 2017, 2019.
- Cuartos Premios (1): 2018.

#### Otros premios
- Antifaz de Oro: 2004
- Premios Coplas para Andalucía: 2017
- Aguja de Oro: 1995[5]

## Otras composiciones
Aparte de sus composiciones en el carnaval gaditano Julio Pardo realizó diversas marchas de Semana Santa en sus últimos años y junto con el coro "La Caleta" ha grabado discos, uno de ellos dedicado a Antonio Machín (La Caleta canta a Machin) y otro llamado como el coro (La Caleta) en el que intervino Lucrecia. 
En 1988, la naciente Canal Sur Radio le encargó al autor, la sintonía de cabecera, que se usaría para  Televisión, al año siguiente.
En 2013, el coro de Pardo intervino en la salida de la procesión de la Esperanza de Triana en la Semana Santa de Sevilla estrenando la marcha "Pureza marinera" en homenaje a la virgen trianera, algo que repetiría en varias ocasiones en los años siguientes. En la Semana Santa que debía celebrarse en 2021, y que fue suspendida por la pandemia de coronavirus, participó en un programa especial de la propia hermandad trianera que fue emitido por redes sociales durante la Madrugá de ese año, interpretando la marcha en el interior de la Capilla de los Marineros. Tras la pandemia, el coro volvió a interpretar la marcha en la recogida de la procesión en la Semana Santa de 2022, como ya hiciera también en la recogida de 2019. En la Madrugá de la Semana Santa de 2023, el coro volvió a interpretar la marcha en la salida de la procesión, en un sentido homenaje que la hermandad quiso rendir al compositor gaditano. Previamente a la salida, el coro interpretó la Salve Marinera ante la puerta de la Capilla de los Marineros.
En septiembre de 2013 actuó con su coro en la Mater Dei de Málaga, una magna procesión mariana, componiendo para esa ocasión la marcha "Por Málaga, la Caridad" que sonó y fue cantada por el coro varias veces durante la procesión detrás del trono de la Virgen de la Caridad. Ese día, la hermandad permitió que algunos componentes tuvieran el honor de convertirse en hombres de trono, portando a la Señora de la Caridad en un tramo del recorrido a su salida hacia la catedral malagueña.